# جیمی گاهیچم
جیمی گاهیچم (انگلیسی: Jimmy Ghaichem؛ زادهٔ ۱۱ آوریل ۱۹۸۴) بازیکن فوتبال اهل بریتانیا است.
از باشگاه‌هایی که در آن بازی کرده‌است می‌توان به باشگاه فوتبال شفیلد ونزدی، باشگاه فوتبال پیتربورو یونایتد، باشگاه فوتبال منزفیلد تاون، باشگاه فوتبال اسکاربرو اتلتیک، باشگاه فوتبال باکستون، باشگاه فوتبال هروگیت تاون، باشگاه فوتبال آلفرتون تاون، باشگاه فوتبال وورکساپ تاون، و باشگاه فوتبال ایلکستون اشاره کرد.